# کولتورا
کولتورا (لهستانی: Cooltura) یک مجلهٔ لهستانی زبان است که در ۱ می ۲۰۰۴ تأسیس شد. این مجله در انگلستان با یک اجرا چاپ، ۵۵٫۰۰۰ نسخه در هفته منتشر کرده است.

## تاریخچه مجله
این مجله لهستانی زبان که توسط توسط ولادیمیر ووچیچ بنا نهاده شده در اولین شماره، ۱۰٫۰۰۰ نسخه ۴۰ صفحه‌ای را توزیع و منتشر کرد. کولتورا درسومین چاپ خود صفحات مجله را به ۴۸ صفحه افزایش داد. مجله ماه مه ۲۰۰۴ شامل ۶۴ صفحه بود.